# 山口県道362号白木漁港佐連線
山口県道362号白木漁港佐連線（やまぐちけんどう362ごう しらきぎょこうされせん）は、山口県大島郡周防大島町を通る一般県道である。

## 概要
大島郡周防大島町大字沖家室島から周防大島（屋代島）に至る。

### 路線データ
- 起点：大島郡周防大島町大字沖家室島
- 終点：大島郡周防大島町大字地家室（山口県道60号橘東和線交点）

## 歴史
- 1983年（昭和58年）3月18日 - 山口県告示第270号により認定される。
- 2004年（平成16年）10月1日 - 大島郡の全4町（大島町・久賀町・橘町・東和町）が対等合併して大島郡周防大島町が成立したことに伴い、全区間が大島郡周防大島町域を通る路線になる。

## 路線状況

### 道路施設

#### 橋梁
- 沖家室大橋（全長380 m、大島郡周防大島町大字沖家室 - 大島郡周防大島町大字地家室）

## 地理

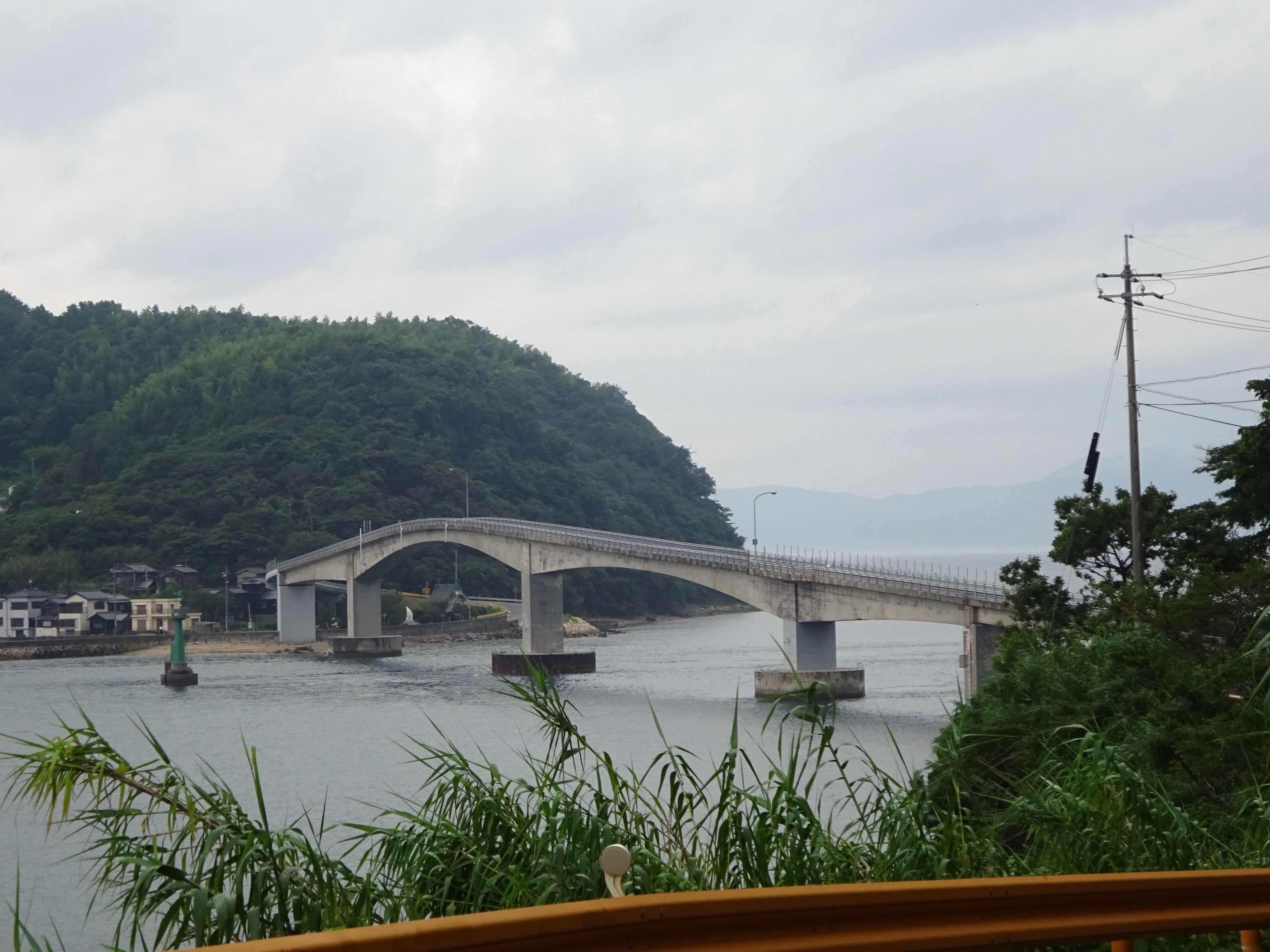
沖家室大橋（山口県道362号白木漁港佐連線）

### 通過する自治体
- 大島郡周防大島町

### 交差する道路
| 交差する道路         | 交差する場所 | 交差する場所 |
| -------------------- | ------------ | ------------ |
| 山口県道60号橘東和線 | 大字地家室   | 終点         |

### 沿線
- 沖家室郵便局